# Roger Smith (tennis)
Pour les articles homonymes, voir Roger Smith et Smith.
Roger Smith, né le 20 janvier 1964 à Freeport, est un joueur de tennis bahaméen, professionnel entre 1986 et 1997.
Il a remporté trois titres en double à Tel-Aviv, Brasilia et Shanghai.

## Carrière
Roger Smith a effectué des études secondaires en Floride puis est passé par l'université d'État de l'Ohio où il devient All-America.
En 1987, pour sa première apparition dans un tournoi du circuit principal, il sort des qualifications de l'US Open et bat le 36e mondial Marián Vajda au premier tour. Lors de l'Open d'Australie 1988, il mène deux sets à zéro face au 8e mondial Yannick Noah avant de s'incliner au bout d'un cinquième set interminable après avoir manqué deux balles de match au bout de 4 h 51 (6-7, 5-7, 6-4, 6-2, 16-14). Il s'agissait alors du match le plus long disputé dans l'histoire du tournoi. Lors du tournoi de Stratton Mountain, il bat un Ivan Lendl hors de forme bien que classé no 1 mondial (6-2, 6-3) et atteint les quarts de finale. Il devient alors le premier joueur de tennis bahaméen à intégrer le top 100, se classant l'espace d'une semaine à la 96e place mondiale en août 1988.
Il est demi-finaliste à Auckland en 1989. En 1990, il atteint les quarts de finale de l'US Open en double avec Andrew Castle. En simple, il parvient au 3e tour en 1994 où il oppose une belle résistance à Pete Sampras (4-6, 6-2, 6-4, 6-3), sa dernière performance significative dans un tournoi majeur. Évoluant principalement sur le circuit secondaire Challenger, il a remporté le tournoi de Bossonnens en 1987 et 1989 et atteint des finales à Itu et Kuala Lumpur en 1992 et São Luís en 1994. Il s'est aussi adjugé sept titres en double à Munich en 1987, Rio de Janeiro et Bossonnens en 1990, Istanbul et les Açores en 1993, São Luís en 1994 et Tanagura en 1996.
Il a participé aux Jeux olympiques de Barcelone en 1992 et d'Atlanta en 1996. Défait au premier tour en simple et en double en Espagne, il passe en revanche un tour en double avec Mark Knowles lors de sa seconde participation.
Roger Smith a représenté l'équipe des Caraïbes en Coupe Davis entre 1985 et 1987 avant de rejoindre celle nouvellement créée des Bahamas à compter de 1989. En 1992, grâce à une victoire sur le Venezuela, l'équipe gagne sa place dans la première division américaine et réalise sa meilleure performance en 1993 en disputant les barrages du Groupe Mondial contre les États-Unis. Smith perd ses deux simples face à Andre Agassi et MaliVai Washington. En 1995, il obtient un succès sur Jaime Yzaga, alors 31e mondial. Il joue un total de 74 matchs jusqu'en 2000 avec un bilan de 21 victoires en simple et 16 en double dont neuf avec Mark Knowles.

## Palmarès

### Titres en double messieurs
| No | Date       | Nom et lieu du tournoi                 | Catégorie    | Dotation  | Surface         | Partenaire   | Finalistes                   | Score         |  |
| -- | ---------- | -------------------------------------- | ------------ | --------- | --------------- | ------------ | ---------------------------- | ------------- |  |
| 1  | 10-10-1988 | Tournoi de tennis de Tel Aviv Tel Aviv |              | 95 000 $  | Dur (ext.)      | Paul Wekesa  | Patrick Baur Alexander Mronz | 6-3, 6-3      |  |
| 2  | 09-09-1991 | Phillips Open Brasilia                 | World Series | 225 000 $ | Moquette (ext.) | Kent Kinnear | Ricardo Acioly Mauro Menezes | 6-4, 6-3      |  |
| 3  | 29-01-1996 | Shanghai Open Shanghai                 | World Series | 303 000 $ | Dur (ext.)      | Mark Knowles | Jim Grabb Michael Tebbutt    | 4-6, 6-2, 7-6 |  |

### Finale en double messieurs
| No | Date       | Nom et lieu du tournoi          | Catégorie | Dotation  | Surface    | Vainqueurs                       | Partenaire  | Score    |  |
| -- | ---------- | ------------------------------- | --------- | --------- | ---------- | -------------------------------- | ----------- | -------- |  |
| 1  | 09-10-1989 | Grand Prix de Toulouse Toulouse |           | 225 000 $ | Dur (int.) | Mansour Bahrami Éric Winogradsky | Todd Nelson | 6-2, 7-6 |  |

## Parcours dans les tournois duGrand Chelem

### En simple
| Année | Open d'Australie | Open d'Australie | Internationaux de France | Internationaux de France | Wimbledon       | Wimbledon      | US Open         | US Open      |
| ----- | ---------------- | ---------------- | ------------------------ | ------------------------ | --------------- | -------------- | --------------- | ------------ |
| 1987  | —                | —                | —                        | —                        | —               | —              | 2e tour (1/32)  | Jim Grabb    |
| 1988  | 1er tour (1/64)  | Yannick Noah     | —                        | —                        | —               | —              | 1er tour (1/64) | Wally Masur  |
| 1989  | 1er tour (1/64)  | Stefan Edberg    | 1er tour (1/64)          | Michael Stich            | 1er tour (1/64) | Pieter Aldrich | —               | —            |
| 1990  | —                | —                | —                        | —                        | —               | —              | —               | —            |
| 1991  | —                | —                | —                        | —                        | —               | —              | —               | —            |
| 1992  | —                | —                | —                        | —                        | —               | —              | —               | —            |
| 1993  | —                | —                | —                        | —                        | —               | —              | —               | —            |
| 1994  | 1er tour (1/64)  | M. Gustafsson    | —                        | —                        | —               | —              | 3e tour (1/16)  | Pete Sampras |

N.B. : à droite du résultat se trouve le nom de l'ultime adversaire.

### En double
| Année | Open d'Australie          | Open d'Australie          | Internationaux de France  | Internationaux de France | Wimbledon                   | Wimbledon                 | US Open                      | US Open                    |
| ----- | ------------------------- | ------------------------- | ------------------------- | ------------------------ | --------------------------- | ------------------------- | ---------------------------- | -------------------------- |
| 1988  | 1er tour (1/32) T. Mmoh   | A. Maurer B. Scanlon      | —                         | —                        | 1er tour (1/32) K. Jones    | M. Bahrami M. Mortensen   | 1er tour (1/32) P. Wekesa    | B. Farrow G. Van Emburgh   |
| 1989  | 1er tour (1/32) P. Wekesa | G. Muller C. van Rensburg | 1er tour (1/32) B. Pearce | C. Saceanu M. Stich      | 1er tour (1/32) P. Wekesa   | J. Courier P. Sampras     | 1/8 de finale J.-P. Fleurian | J. Fitzgerald A. Järryd    |
| 1990  | 1er tour (1/32) T. Nelson | K. Jones J. Rive          | 1er tour (1/32) T. Nelson | M. Davis S. Kruger       | 1er tour (1/32) T. Nelson   | R. Leach J. Pugh          | 1/4 de finale A. Castle      | B. Garrow S. Salumaa       |
| 1991  | 1er tour (1/32) A. Castle | G. Luza M. Rosset         | 1er tour (1/32) S. Cannon | T. Nijssen C. Suk        | 1er tour (1/32) M. Schapers | P. Haarhuis M. Koevermans | 1er tour (1/32) S. Cannon    | P. Annacone K. Jones       |
| 1992  | 1er tour (1/32) K. Thorne | G. Bloom P. Wekesa        | —                         | —                        | —                           | —                         | 1er tour (1/32) P. Wekesa    | O. Camporese G. Ivanišević |
| 1993  | —                         | —                         | —                         | —                        | —                           | —                         | —                            | —                          |
| 1994  | —                         | —                         | 2e tour (1/16) P. Albano  | J. Eltingh P. Haarhuis   | —                           | —                         | —                            | —                          |
| 1995  | —                         | —                         | —                         | —                        | —                           | —                         | —                            | —                          |
| 1996  | —                         | —                         | —                         | —                        | —                           | —                         | 1/8 de finale S. Cannon      | T. Woodbridge M. Woodforde |
| 1997  | 2e tour (1/16) G. Grant   | J. Grabb R. Reneberg      | —                         | —                        | 1er tour (1/32) D. Dilucia  | S. Stolle C. Suk          | 1er tour (1/32) P. Tramacchi | P. Fredriksson T. Vanhoudt |

N.B. : le nom du ou de la partenaire se trouve sous le résultat ; le nom des ultimes adversaires se trouve à droite.